# Rivery
Pour l’article ayant un titre homophone, voir Rivery (homonymie).
Rivery est une commune française située dans le département de la Somme en région Hauts-de-France.

## Géographie

### Localisation

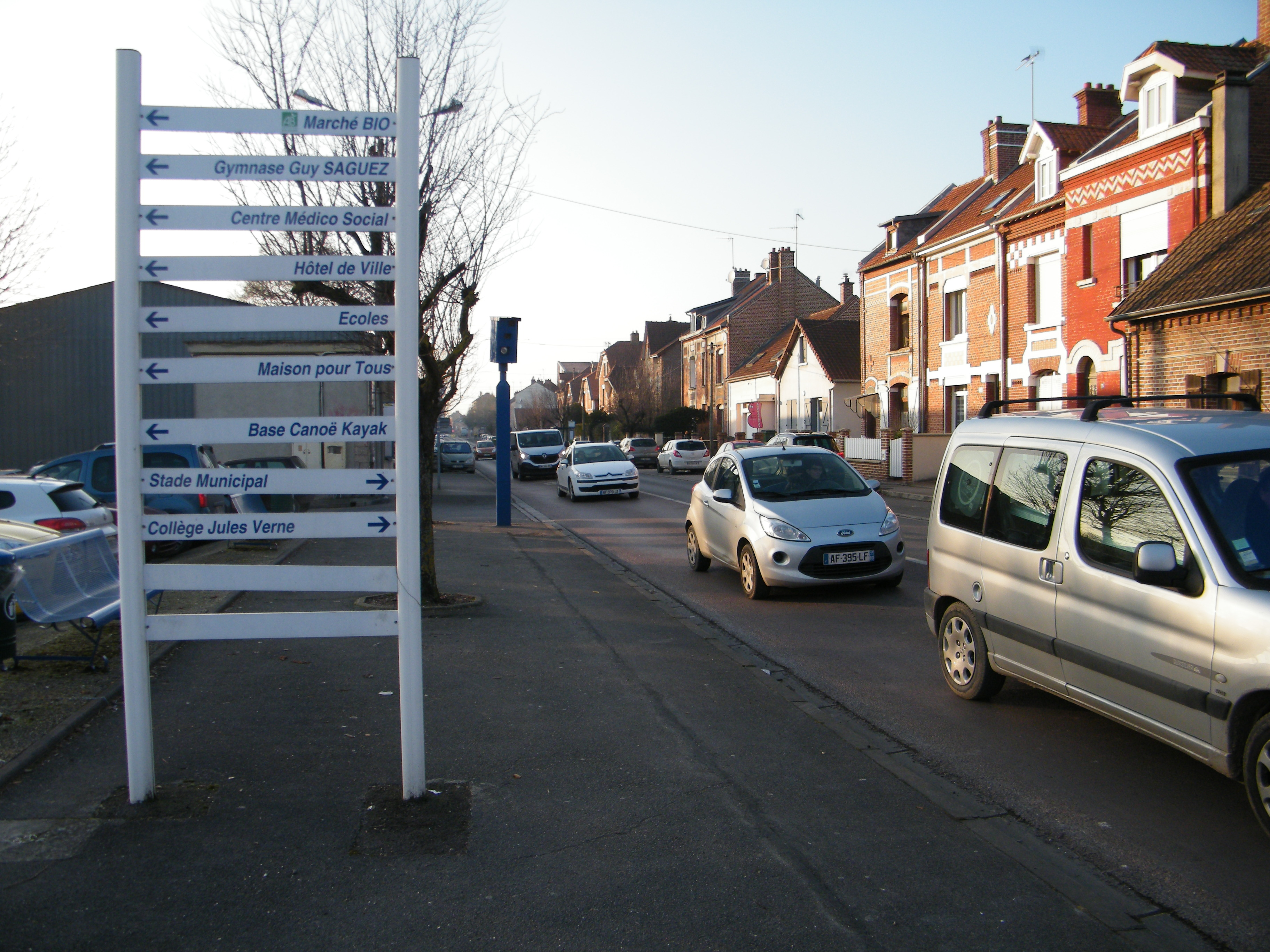
Paysage urbain (rue de Corbie).

Rivery est un bourg de la banlieue d'Amiens, jouxtant au nord-est la ville-centre, situé sur l'axe Amiens - Corbie constitué par l'ex-route nationale 29. La zone urbanisée ne comporte pas de rupture entre les deux communes, et se prolonge jusqu'à la Rocade d'Amiens.

#### Communes limitrophes

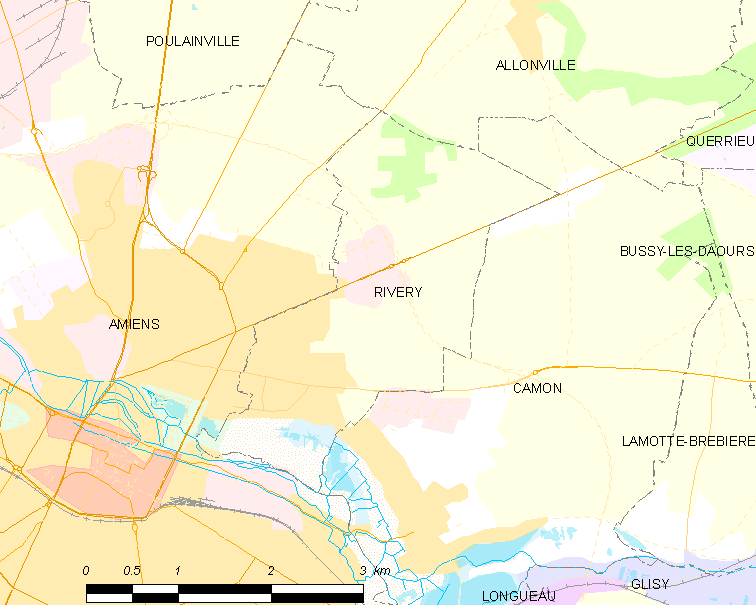
Cliquer sur la carte pour agrandir.

La commune est bordée au nord par Allonville et le faubourg Saint-Pierre de la ville d'Amiens. Camon limite le territoire à l'est, tandis qu'au sud se trouve le quartier dit « de la Vallée » de la métropole régionale. Le faubourg Saint-Pierre borne également le territoire communal à l'ouest,.

### Sol, sous-sol
Sur les plateaux, le sol est très majoritairement calcaire. Il prend un caractère argileux dans la vallée de la Renardière et la partie nord du village longeant le faubourg Saint-Pierre. Une couche d'humus recouvre le territoire entre le village et la Somme.

### Hydrographie

#### Réseau hydrographique
La commune est située dans le bassin Artois-Picardie. Le territoire est limité au sud par le fleuve côtier la Somme, le canal de la Somme et leurs marais, dont les terres cultivées constituent une partie des hortillonnages d'Amiens,.
En 1899, les puits étaient alimentés par une nappe phréatique située dans une couche de glaise blanche, sous la craie. L'extraction de la tourbe a généré quelques étangs.
Le rieux de Malaquis récolte les eaux de pluie de la rue de Corbie, de la rue du Moulin et d'une partie de la Grande Rue. Il les conduit dans la Somme.
Les petits canaux et la Somme servent aux maraîchers pour acheminer leurs produits à Amiens.

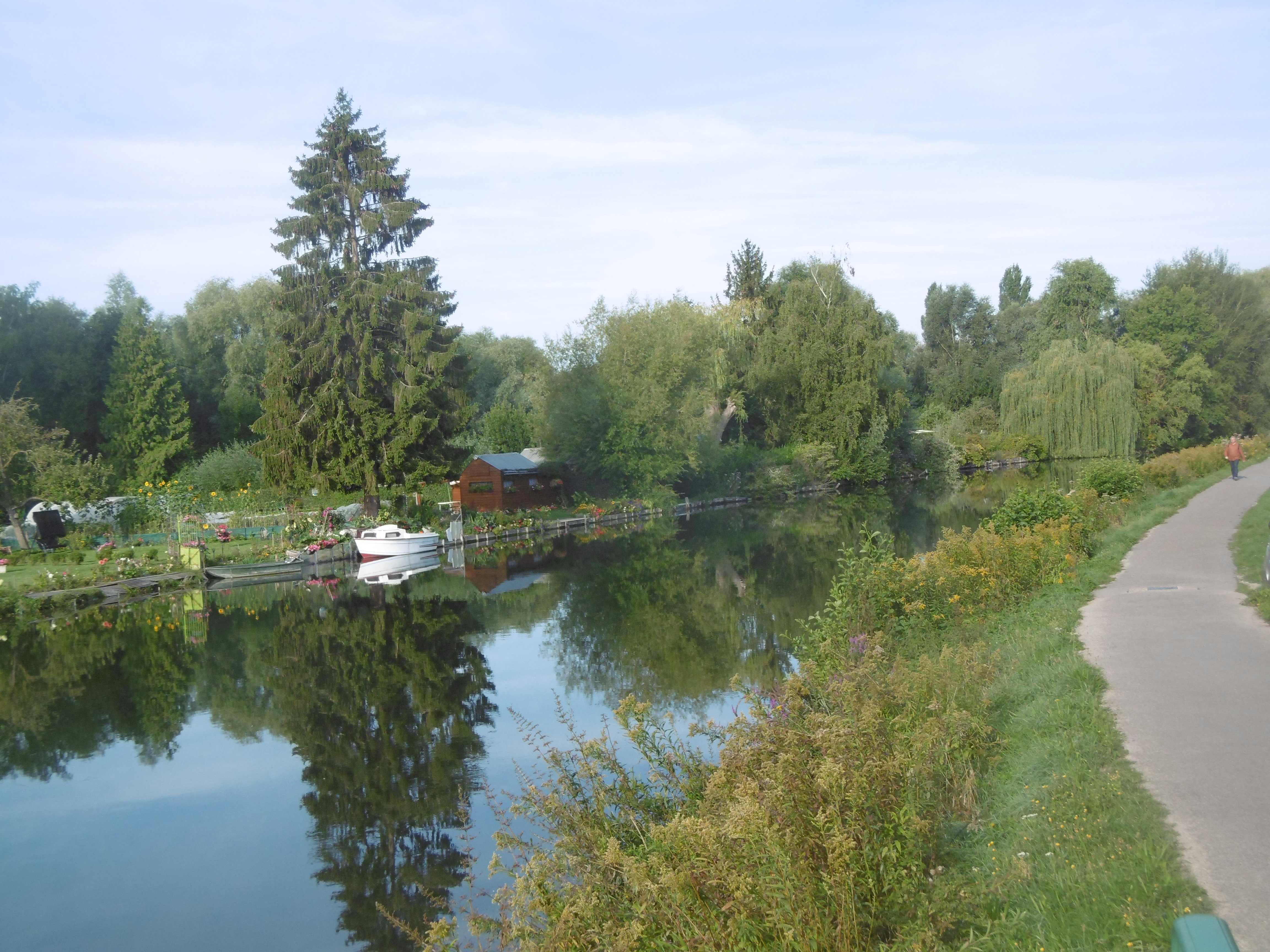
Le canal de la Somme et les hortillonnages.
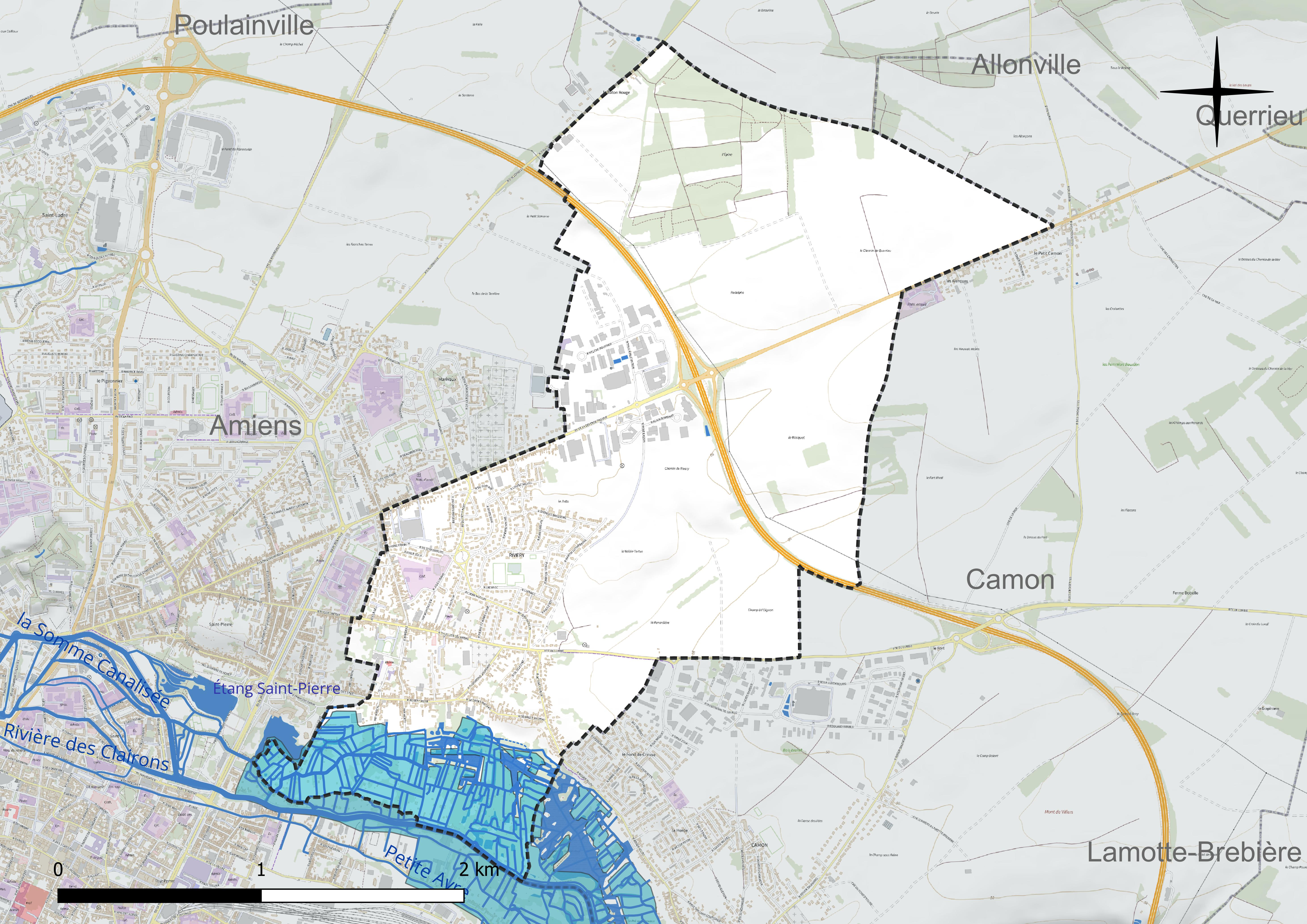
Réseau hydrographique de Rivery.

#### Gestion et qualité des eaux
Le territoire communal est couvert par le schéma d'aménagement et de gestion des eaux (SAGE) « Somme aval et Cours d'eau côtiers ». Ce document de planification concerne un territoire de 1 835 km2 de superficie, délimité par le bassin versant de la Somme canalisée. Le périmètre a été arrêté le 29 avril 2010 et le SAGE proprement dit a été approuvé le 6 août 2019. La structure porteuse de l'élaboration et de la mise en œuvre est le syndicat mixte d'aménagement hydraulique du bassin versant de la Somme (AMEVA).
La qualité des cours d'eau peut être consultée sur un site dédié géré par les agences de l'eau et l'Agence française pour la biodiversité.

### Climat
Pour des articles plus généraux, voir Climat des Hauts-de-France et Climat de la Somme.
En 2010, le climat de la commune est de type climat océanique dégradé des plaines du Centre et du Nord, selon une étude du CNRS s'appuyant sur une série de données couvrant la période 1971-2000. En 2020, Météo-France publie une typologie des climats de la France métropolitaine dans laquelle la commune est exposée à un climat océanique et est dans la région climatique Nord-est du bassin Parisien, caractérisée par un ensoleillement médiocre, une pluviométrie moyenne régulièrement répartie au cours de l'année et un hiver froid (3 °C).
Pour la période 1971-2000, la température annuelle moyenne est de 10,5 °C, avec une amplitude thermique annuelle de 14,1 °C. Le cumul annuel moyen de précipitations est de 690 mm, avec 11,4 jours de précipitations en janvier et 8,5 jours en juillet. Pour la période 1991-2020, la température moyenne annuelle observée sur la station météorologique la plus proche, située sur la commune de Glisy à 6 km à vol d'oiseau, est de 11,1 °C et le cumul annuel moyen de précipitations est de 646,6 mm,. Pour l'avenir, les paramètres climatiques de la commune estimés pour 2050 selon différents scénarios d'émission de gaz à effet de serre sont consultables sur un site dédié publié par Météo-France en novembre 2022.

## Urbanisme

### Typologie
Au 1er janvier 2024, Rivery est catégorisée grand centre urbain, selon la nouvelle grille communale de densité à sept niveaux définie par l'Insee en 2022.
Elle appartient à l'unité urbaine d'Amiens, une agglomération intra-départementale regroupant onze  communes, dont elle est une commune de la banlieue,,. Par ailleurs la commune fait partie de l'aire d'attraction d'Amiens, dont elle est une commune du pôle principal,. Cette aire, qui regroupe 369 communes, est catégorisée dans les aires de 200 000 à moins de 700 000 habitants,.

### Voies de communication et transports
La commune est desservie par le réseau Ametis, qui dessert toutes les communes d'Amiens métropole
Rivery est desservie principalement par la ligne 9 du réseau, complémentée par les lignes 7, 12, T37 et T47
La RN25 possède une sortie au niveau de Rivery, Rivery est également accessible par la D1 en sortant de Camon (ZA La Blanche Tâche)

### Occupation des sols
L'occupation des sols de la commune, telle qu'elle ressort de la base de données européenne d'occupation biophysique des sols Corine Land Cover (CLC), est marquée par l'importance des territoires agricoles (64 % en 2018), en diminution par rapport à 1990 (67,8 %). La répartition détaillée en 2018 est la suivante : 
terres arables (57 %), zones urbanisées (19,4 %), zones industrielles ou commerciales et réseaux de communication (8,1 %), zones agricoles hétérogènes (7 %), forêts (5,8 %), eaux continentales (2,1 %), espaces verts artificialisés, non agricoles (0,6 %). L'évolution de l'occupation des sols de la commune et de ses infrastructures peut être observée sur les différentes représentations cartographiques du territoire : la carte de Cassini (XVIIIe siècle), la carte d'état-major (1820-1866) et les cartes ou photos aériennes de l'IGN pour la période actuelle (1950 à aujourd'hui).

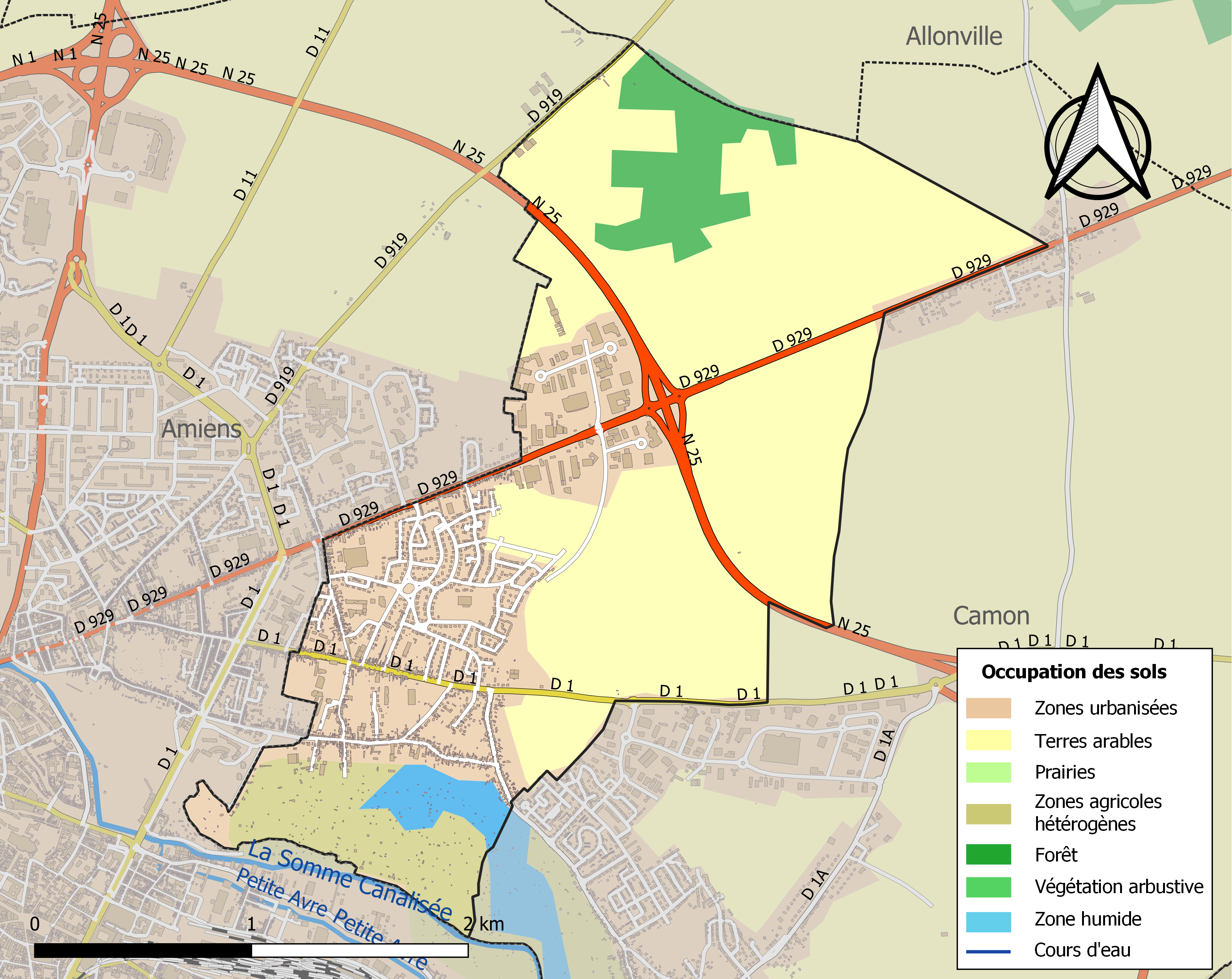
Carte des infrastructures et de l'occupation des sols de la commune en 2018 (CLC).

### Habitat
| Logements                                        | Nombre en 2016 | % en 2016 | nombre en 2011 | % en 2011 |
| ------------------------------------------------ | -------------- | --------- | -------------- | --------- |
| Total                                            | 1 673          | 100 %     | 1 602          | 100 %     |
| Résidences principales                           | 1 558          | 93,1 %    | 1 510          | 94,2 %    |
| → Dont HLM                                       | 116            | 7,4 %     | 114            | 7,6 %     |
| Résidences secondaires et logements occasionnels | 16             | 1,0 %     | 11             | 0,7 %     |
| Logements vacants                                | 99             | 5.9 %     | 81             | 5.1 %     |
| Dont :                                           |                |           |                |           |
| → maisons                                        | 1 444          | 86,3 %    | 1 385          | 86,5 %    |
| → appartements                                   | 220            | 13,1 %    | 203            | 12,7 %    |

### Projets
Le projet  « cœur de ville », envisagé en 2008, commence à être réalisé en 2019/2020, avec la construction d'une soixantaine de logements privés avec parking souterrain, ainsi que 1 000 m2 de surfaces commerciales, côté rue Baudrez. La réalisation de ce projet permettra de développer l'offre de logement social, afin que la commune, qui ne dispose que de 10,7 % d'HLM en 2019, puisse respecter l'obligation légale d'en disposer de 20 %.

## Toponymie
Le nom primaire de la localité est attesté sous les formes Creusa en 1189 ; Creusses en 1648 ; Creuze en 1638 ; Creusses en 1648 ; Creuses en 1733 ; Creuzes en 1753.

Mot d'origine gauloise, de l'adjectif féminin de l'oïl cruese, creuse ( « terre » ) : « terrain en dépression », en creux.
Rivery est attesté sous les formes Rivery en 1105 ; Riveri entre 1145 et 1196 ; Riveries en 1579 ; Riveri et Rivery-les-Amiens en 1733.

## Histoire

### Antiquité

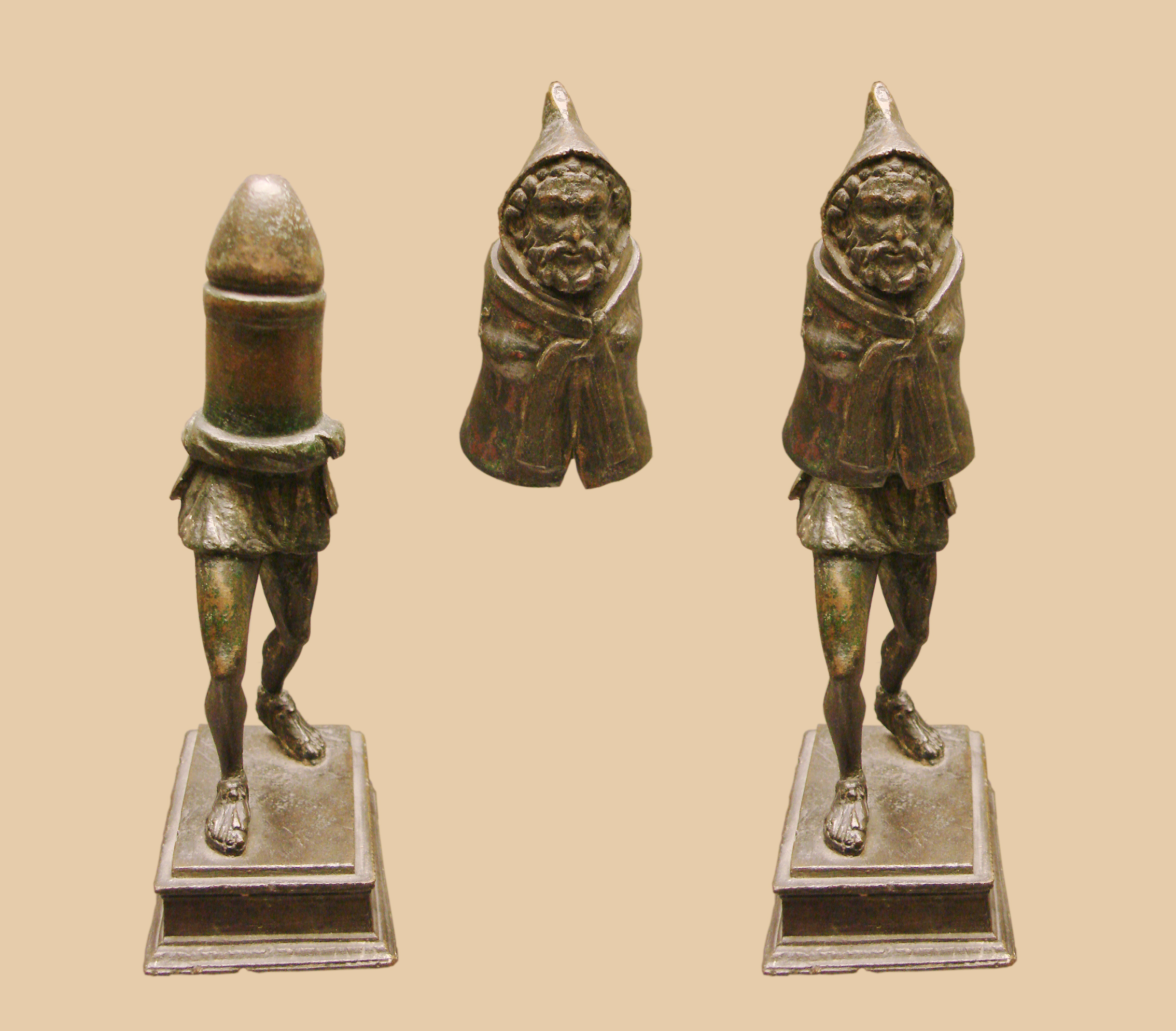
Le Priape de Rivery provenant de la collection de Claude-Madeleine Grivaud de La Vincelle.

Des armes de pierre et des monnaies gallo-romaines ont été trouvées à Rivery. Elles ont été déposées dans les musées d'Amiens et de Compiègne.
Le musée de Picardie possède une statuette en bronze trouvée à Rivery, représentant Priape, dieu de la fertilité,  datée de l'époque gallo-romaine. D'une grande finesse, elle est très bien conservée.

### Moyen Âge
Au XVIe siècle, le vidame d'Amiens, de par la baronnie de Daours, disposait du droit seigneurial de chasse au cygne. « Par gens experts, les oiseaux étaient amassés au point de la motte Rivery ou de la motte creuse ».

### Époque moderne
En mars 1597, les habitations de Creuse, dépendance de Rivery, sont détruites par les Espagnols lors du Siège d'Amiens. Les fondations de ces maisons étaient encore visibles en 1899, sur la droite de la route de Rivery à Camon.
La commune de Rivery, instituée lors de la Révolution française, absorbe entre 1790 et 1794 celle de Creuse.
L'extraction de la tourbe a connu une importance considérable dans la vallée : jusqu'à 500 000 tonnes par an à la fin du XIXe siècle.
En 1899, le village compte cinq lieux-dits :
- le Malaquis, 9 habitants,
- le Chemin de Rivery à Camon, 5 hab.,
- la route d'Allonville, 4 hab.,
- le chemin de Querrieu, 4 hab.,
- le chemin du Halage, 8 habitants[1].

### Époque contemporaine

#### Première Guerre mondiale

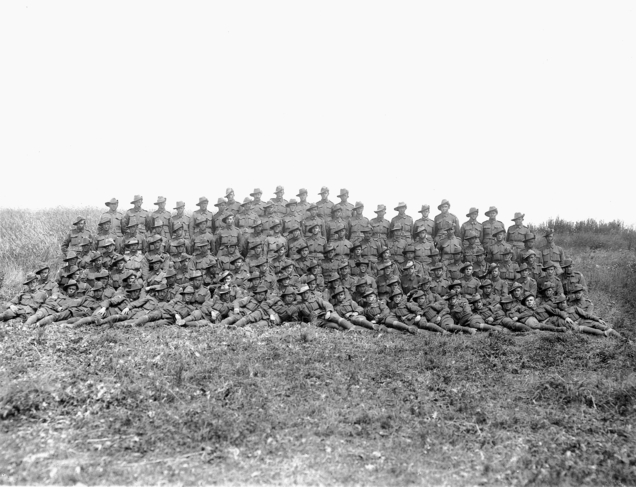
Juin 1918, cantonnement de soldats australiens à Rivery.

En 1918, des soldats de l'armée australienne cantonnèrent à Rivery.

## Politique et administration
De 1790 à 1801, la commune de Rivery relève de l'administration et de la Justice de paix du canton de Querrieux.
En l'an VII et jusqu'au 10 germinal de l'an VIII (30 mars 1800), tous les mariages civils du canton sont prononcés au chef-lieu, conformément à l'article IV de la loi du 15 fructidor an VI ( 30 août 1798).

### Rattachements administratifs et électoraux
La commune se trouve dans l'arrondissement d'Amiens du département de la Somme. Pour l'élection des députés, elle fait partie depuis 1988 de la deuxième circonscription de la Somme.
Après avoir dépendu du canton de Querrieux, Rivery faisait partie de 1801 à 1973 du canton d'Amiens-2, année où elle intègre le canton d'Amiens 3e (Nord-Est). Dans le cadre du redécoupage cantonal de 2014 en France, la commune est désormais intégrée au canton d'Amiens-3.

### Intercommunalité
La commune est membre de la communauté d'agglomération dénommée Amiens Métropole.

### Liste des maires
| Période                                  | Période                   | Identité                | Étiquette | Qualité                                                                              |
| ---------------------------------------- | ------------------------- | ----------------------- | --------- | ------------------------------------------------------------------------------------ |
| Les données manquantes sont à compléter. |                           |                         |           |                                                                                      |
| 1790                                     | ?                         | Martin Lestuvez         |           |                                                                                      |
| Les données manquantes sont à compléter. |                           |                         |           |                                                                                      |
| 1843                                     | 1846                      | Jean Baptiste Julliard  |           |                                                                                      |
| 1847                                     | 1848                      | Étienne Marcel          |           |                                                                                      |
| 1849                                     | 1863                      | Charles Grigner Lefèvre |           |                                                                                      |
| 1864                                     | 1877                      | Marcel Cyr              |           |                                                                                      |
| 1878                                     | 1882                      | Jean-Louis Baudrez      |           |                                                                                      |
| 1882                                     | 1896                      | Louis Boucher           |           |                                                                                      |
| 1897                                     | 1900                      | Jean-Louis Baudrez      |           |                                                                                      |
| 1901                                     | 1904                      | Achille Jobard          |           |                                                                                      |
| 1905                                     | 1908                      | Edmond Boucher          |           |                                                                                      |
| 1909                                     | 1910                      | Florimond Jourdain      |           |                                                                                      |
| 1910                                     | 1923                      | Henri Debuigny          |           |                                                                                      |
| 1923                                     | 1929                      | Edmond Cayeux           |           |                                                                                      |
| 1929                                     | 1934                      | Alfred Bouchez          |           |                                                                                      |
| 1934                                     | 1936                      | Marcellin Petit         |           |                                                                                      |
| 1936                                     | 1945                      | Octave Cayeux           |           |                                                                                      |
| 1945                                     | 1947                      | Georges Billot          |           |                                                                                      |
| 1947                                     | 1948                      | Alfred Bouchez          |           |                                                                                      |
| 1948                                     | 1953                      | Raymond Pagnier         |           |                                                                                      |
| 1953                                     | 1964                      | Robert Petit            |           |                                                                                      |
| 1964                                     | 1973                      | André Carpentier        |           |                                                                                      |
| 1973                                     | mars 1977                 | Robert Daussin          |           |                                                                                      |
| mars 1977                                | mars 2001                 | René Carouge            | PCF       | Retraité de la SNCF Conseiller général du canton d'Amiens-III Nord-Est (1975 → 2001) |
| mars 2001                                | mars 2008                 | Jean-Marie Givry        | app. PCF  | Une élection municipale partielle est organisée en 2001.                             |
| mars 2008                                | 29 août 2014              | Jacques Nowak           | PS        | Retraité Démissionnaire                                                              |
| septembre 2014                           | En cours (au 24 mai 2020) | Bernard Bocquillon      | PS        | Fonctionnaire Réélu pour le mandat 2020-2026                                         |

## Population et société

### Démographie
Les habitants de Rivery s'appellent des Riverains ou des Riveraines.
L'évolution du nombre d'habitants est connue à travers les recensements de la population effectués dans la commune depuis 1793. Pour les communes de moins de 10 000 habitants, une enquête de recensement portant sur toute la population est réalisée tous les cinq ans, les populations de référence des années intermédiaires étant quant à elles estimées par interpolation ou extrapolation. Pour la commune, le premier recensement exhaustif entrant dans le cadre du nouveau dispositif a été réalisé en 2005.

En 2022, la commune comptait 3 609 habitants, en évolution de +1,83 % par rapport à 2016 (Somme : −1,26 %, France hors Mayotte : +2,11 %).
| 1793 | 1800 | 1806 | 1821 | 1831 | 1836 | 1841 | 1846 | 1851 |
| ---- | ---- | ---- | ---- | ---- | ---- | ---- | ---- | ---- |
| 69   | 66   | 69   | 86   | 94   | 99   | 114  | 124  | 146  |

| 1856 | 1861 | 1866 | 1872 | 1876 | 1881 | 1886 | 1891 | 1896 |
| ---- | ---- | ---- | ---- | ---- | ---- | ---- | ---- | ---- |
| 142  | 158  | 187  | 152  | 161  | 182  | 195  | 238  | 273  |

| 1901 | 1906 | 1911 | 1921 | 1926 | 1931  | 1936  | 1946  | 1954  |
| ---- | ---- | ---- | ---- | ---- | ----- | ----- | ----- | ----- |
| 326  | 384  | 444  | 627  | 883  | 1 165 | 1 301 | 1 506 | 1 581 |

| 1962  | 1968  | 1975  | 1982  | 1990  | 1999  | 2005  | 2006  | 2010  |
| ----- | ----- | ----- | ----- | ----- | ----- | ----- | ----- | ----- |
| 2 680 | 3 411 | 3 402 | 3 287 | 3 366 | 3 400 | 3 216 | 3 171 | 3 435 |

| 2015  | 2020  | 2022  | - | - | - | - | - | - |
| ----- | ----- | ----- | - | - | - | - | - | - |
| 3 454 | 3 623 | 3 609 | - | - | - | - | - | - |

### Enseignement

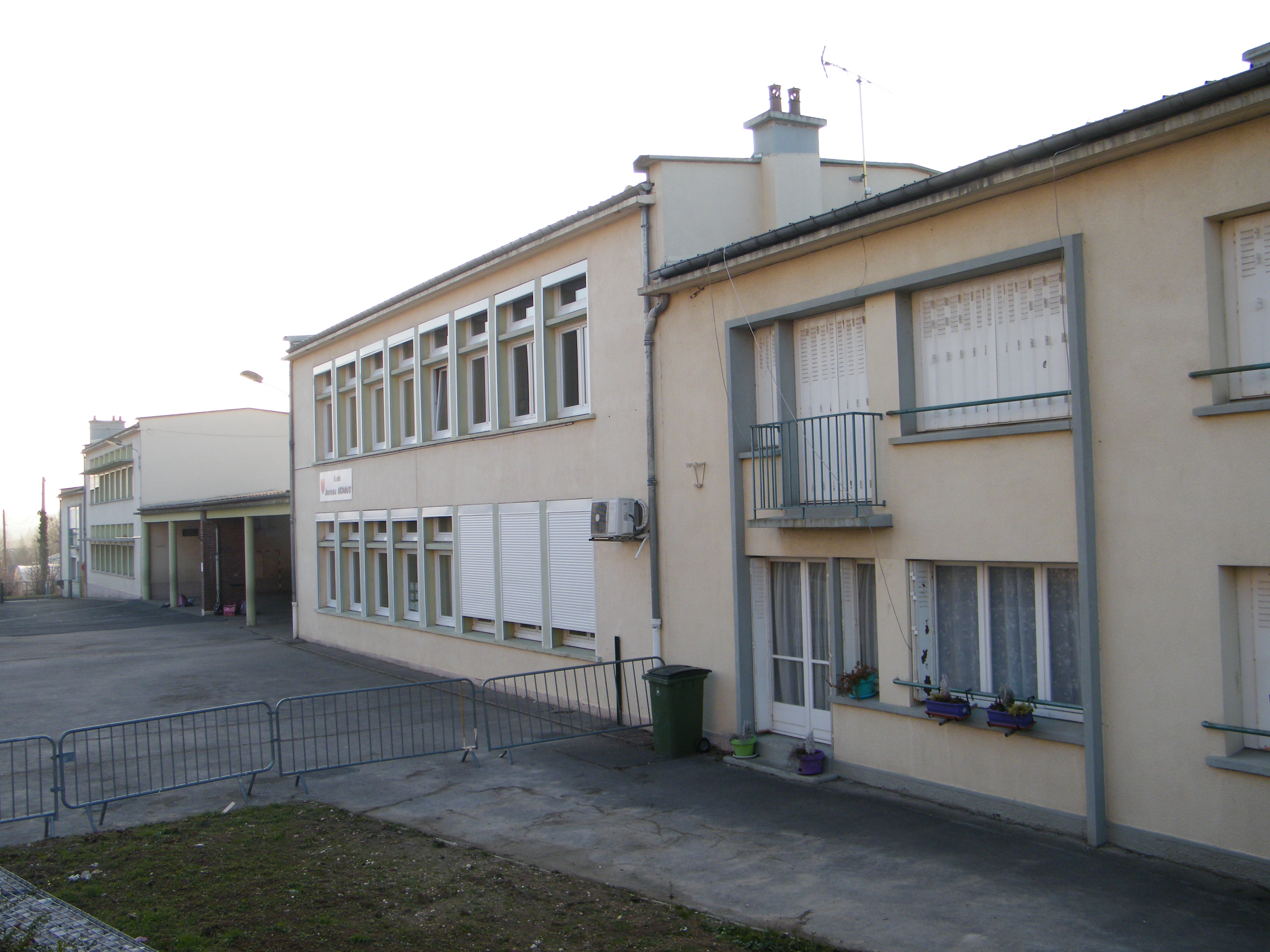
L'école Jeanne Arnaud.

Au niveau de l'enseignement primaire, la ville gère l'école maternelle Pierre-Perret et les écoles élémentaires Jean-Cayeux et Jeanne-Arnaud.
Le collège Jules-Verne permet aux élèves locaux de poursuivre leur scolarité au plus près de chez eux.

### Sports
Amiens métropole a réalisé en 2018, après une longue gestation, quatre courts extérieurs de tennis et un court couvert, pour un coût de 2,9 millions d'euros.
Le gymnase Guy Saguez est également présent juste à côté de la mairie et laisse place a plusieurs sports, notamment du handball, des arts martiaux, de la gymnastique et plus encore.

### Vie associative

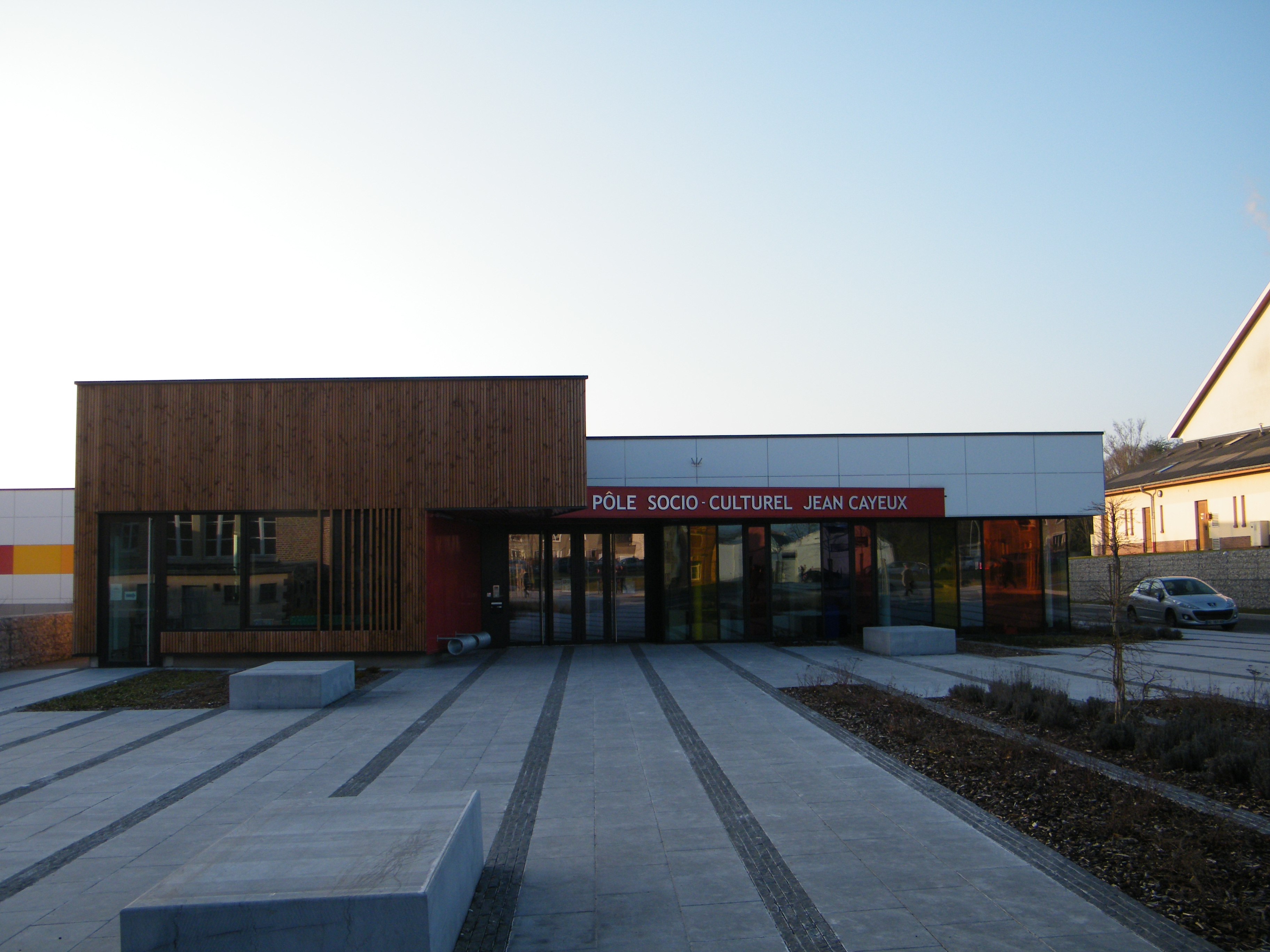
Pôle socio-culturel.

- Maison Pour Tous/Centre social
Présente depuis 1983 sur le territoire de Rivery, la Maison pour Tous - centre social de Rivery accueille et accompagne au quotidien les familles. L'objectif de l'association est de permettre à chacun et chacune de devenir un citoyen actif d'une communauté vivante. Pour cela, l'association met en place de nombreuses actions collectives.
- Club Nautique
Le Club Nautique de Rivery permet l'apprentissage de la natation en eau plate, au cœur des hortillonnages, puis l'entrainement en eau vive sur le bassin de Picquigny. Le club permet également la découverte des hortillonnages à bord d'un kayak multiplace au plus près de l'eau.

### Manifestations culturelles et festivités
- Le festival des confitures, du chocolat et du sucre, dont la 25e édition a eu lieu en septembre 2019, est organisé tous les ans à Rivery[34].

## Économie
En 2019, Ametis, le réseau de transports en commun d'Amiens métropole, a inauguré un nouveau dépôt conçu par Cyril Foucault, du cabinet d'architectes-urbanistes L'Heudé. Il est principalement constitué d'un unique bâtiment — certifié HQE — de 6 800 m2, pour un coût de près de 20 millions d'euros et accueille 480 salariés. Il est destiné à la restructuration du réseau en accueillant les bus électriques Irizar et les autres véhicules d'Ametis, en remplacement de celui de la rue Dejean à Amiens,.
Rivery accueille un hypermarché Leclerc.

## Culture locale et patrimoine

### Lieux et monuments

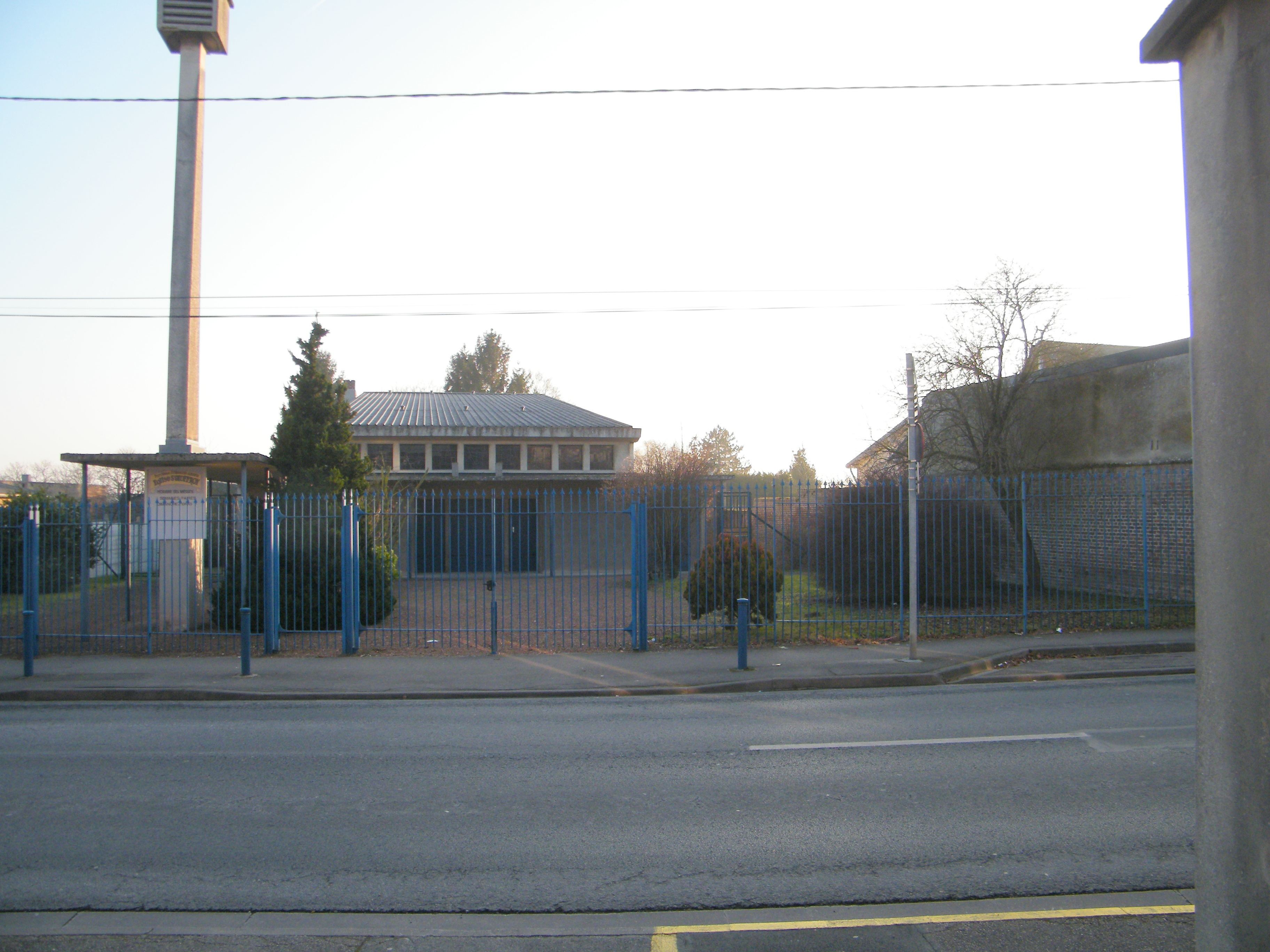
Église Saint-Geoffroy.

- Église Saint-Geoffroy de Rivery, rue Thuillier-Delambre, construite en 1960 en béton précontraint[37].
- Les hortillonnages[38],[39].
- Le musée des Hortillonnages[40], espace de 700 m2, créé à l'incitative de René Nowak, un des derniers hortillons aidé par une association de bénévoles. Le musée est inauguré le 23 juin 2017 par Pierre Bonte[41].
- Monument aux morts, en forme d'obélisque, conçu par Louis Cloquier en 1921[42].

### Personnalités liées à la commune
- Caroline Loir, triple championne européenne de canoë-kayak, a fait ses débuts au Club nautique de Rivery.

### Héraldique
| Blason de Rivery | Blason  | De gueules à trois pals de vair ; au franc-canton d'or. |
| Blason de Rivery | Détails | Le statut officiel du blason reste à déterminer.        |